# Pingüí de Fiordland
El pingüí de Fiorland (Eudyptes pachyrhynchus) és un ocell marí de la família dels esfeníscids (Spheniscidae). És un dels coneguts com pingüins crestats, degut a les contrastades plomes grogues que llueixen al cap.

## Morfologia
- És un pingüí de mitjana grandària que fa uns 60 cm de llargària i un pes d'uns 3700 grams.
- Fosc, gairebé negre, per sobre i el cap. Blanc a les parts inferiors. Sovint presenten unes ratlles blanques a les galtes.
- Línia de plomes groc pàl·lid des de l'obertura nasal, per dalt de l'ull i per sota del capell.
- Iris rogenc brillant, bec marró rogenc i potes pàl·lides.
- Els joves són semblants als adults, amb la gola blanquinosa i les plomes de cresta poc marcades.

## Hàbitat i distribució
Ocell pelàgic que cria a Nova Zelanda, a la costa meridional de l'Illa del Sud, Illa Stewart i alguns illots propers. Fora de l'època de cria es dispersa, i pot arribar fins al sud d'Austràlia i Tasmània.

## Alimentació
S'alimenta principalment de cefalòpodes (85%, principalment Nototodarus sloanii), seguit de crustacis (13%, principalment krill de l'espècie Nyctiphanes australis) i peixos (2%).

## Reproducció
L'època de cria comença entre els mesos de juny i juliol. Fan petites i laxes colònies de cria. Els nius consisteixen normalment en una lleugera depressió d'uns 30 cm de diàmetre, de vegades reforçada per material vegetal, branquillons o pedretes, sovint en petites cavitats, raïls d'arbres o entre roques. Solen pondre dos ous, si bé normalment tira endavant només un pollet. Els dos pares coven els ous per un període de 30 – 36 dies. També els dos pares cooperen en l'alimentació dels pollets.